# 7 Leaves Cafe
A 7 Leaves Cafe é uma cadeia americana de retalhistas que vende bebidas e macarons vietnamitas. A sua base principal é o sudoeste dos Estados Unidos. A partir de 2023, o café tem 41 locais, com três a serem abertos no futuro. A maioria dos ingredientes utilizados na loja são prensados à mão. Vende mais de 1 milhão de bebidas por trimestre, e algumas lojas populares vendem mais de 3.000 bebidas diariamente. A cadeia foi apelidada de "o Starbucks asiático" tanto pelos funcionários como pelos clientes.

## História
O café começou numa loja de 100 m2 num pequeno centro comercial de Westminster, na Califórnia, com quatro irmãos, Vinh, Quang, Son, (conhecido como Sonny) e Ha, com formação em TI, engenharia de software, banca e direito, respetivamente. A cadeia abriu outra loja em Garden Grove e expandiu-se pela Califórnia e pelo sudoeste dos Estados Unidos. Os seus pais tinham deixado o Vietnã na década de 1990, após a Guerra do Vietnã, e os irmãos fugiram mais cedo, em 1983. No entanto, o barco em que fugiram ficou sem combustível, tendo ficado à deriva durante sete dias até serem encontrados por socorristas de uma colônia de refugiados em Palawan. Inicialmente, o negócio foi mantido em segredo pelos pais, pois estes não queriam que os seus filhos bem sucedidos seguissem uma carreira arriscada no comércio a retalho, mas o pai dos irmãos, Chanh, descobriu-o depois de ter visto a quinta loja enquanto estavam a ser construídas canalizações no local.
Quang foi o irmão que teve a ideia, depois de ver um vendedor ambulante em Bangkok fazendo chá tailandês e tendo grande sucesso. Quang também foi ao Vietnã e explorou muitos dos seus distritos, tentando encontrar o melhor café gelado de lá e decidindo trazê-lo para os EUA. De volta aos Estados Unidos, Quang respondeu a um anúncio à procura de um contrato de arrendamento de restaurante, recrutando também a sua então namorada Mai Ly, o seu irmão mais novo Denny Ly e o seu amigo de infância Triet Ho.
O nome "7 Leaves" deriva dos sete ingredientes utilizados no popular chá de ervas da cadeia, juntamente com o número de co-fundadores.

### Artisan
Artisan é uma parceria entre o 7 Leaves Cafe e a Crema Bakery em Fountain Valley, na qual as bebidas do café são servidas ao lado de pratos da padaria em um ambiente de brunch de 280 m2 (3.000 pés quadrados), com decorações que lembram um convite para a casa de um amigo. O restaurante abriu em 2021.

## Produtos
A rede é conhecida por sua variedade de chás servidos frios, que incluem tailandês, leite, soja, matcha, jasmim, ervas e hibisco. Tem também uma vasta seleção de cafés - vietnamita, da casa e preto. A geleia de erva, o aloé vera, o chá de bolhas e o pudim de creme podem ser adicionados às próprias bebidas. Além disso, a loja vende macarons, com oito sabores.

## Localizações
A cadeia tem estabelecimentos no Condado de Orange, Condado de Los Angeles, Condado de San Bernardino, Condado de Santa Clara, Condado de Riverside, Las Vegas, Houston, Dallas e uma loja satélite em Duluth, Geórgia.
No sul da Califórnia, o café é popular entre os estudantes de escolas como a Universidade do Sul da Califórnia e a Cal State Fullerton.